# Ichthydium (Furficulichthys) forficula
Ichthydium (Furficulichthys) forficula is een buikharige uit de familie Chaetonotidae. Het dier komt uit het geslacht Ichthydium. Ichthydium (Furficulichthys) forficula werd in 1927 voor het eerst wetenschappelijk beschreven door Remane. 